# André Azoulay
André Azoulay (in arabo أندري أزولاي‎?; Essaouira, 17 aprile 1941) è un politico marocchino.

## Biografia
Nato nel 1941 a Essaouira da una famiglia ebraica marocchina, André Azoulay fu educato a Parigi dove studiò economia, giornalismo e relazioni internazionali. La figlia Audrey Azoulay è stata ministro della cultura francese e dal 15 novembre 2017 è direttore generale dell'UNESCO.
Precedentemente alla sua attuale posizione di consigliere del re del Marocco, Azoulay, ha avuto una lunga carriera all'interno della Paribas (dal 1968 al 1990) dove, in qualità di vicepresidente esecutivo, si è occupato del Medio Oriente e del Nordafrica, oltre ad aver ricoperto il ruolo di capo del dipartimento degli affari pubblici della banca.
Come consigliere del defunto re Hassan II (dal 1991 al 1999) e del figlio Muhammad VI, André Azoulay ha ampiamente contribuito all'attuazione di riforme economiche che sono state applicate in tutto il paese sin dall'inizio degli anni '90. Ha anche svolto un ruolo significativo nei programmi di privatizzazione e deregolamentazione avviati nel 1993. Ha sottolineato la necessità di sostenere il ruolo del settore privato e di incoraggiare gli investimenti internazionali a sostegno della crescita economica in Marocco. Azoulay ha anche ampiamente contribuito a promuovere l'immagine del Marocco in tutto il mondo.
Azoulay è anche noto per il suo contributo storico nel processo di pace in Medio Oriente e per oltre quarant'anni è stato attivo nel sostenere le attività di diversi movimenti e associazioni la cui vocazione è la soluzione dei due stati.
Insieme alla moglie Katia, anch'ella nata a Essaouira, è stato promotore della rinascita culturale della sua città natale. È presidente e fondatore dell'Associazione Essaouira-Mogador che dal 1992 ha sostenuto la diversità culturale e il retaggio spirituale della città.